# Bangassi
Bangassi è un comune rurale del Mali facente parte del circondario di Kayes, nella regione omonima.
Il comune è composto da 14 nuclei abitati:
- Bambela
- Bangassi Doudou
- Bangassi Doudou Maures
- Bangassi Gopéla
- Bangassi Liberté
- Bangassi Maures
- Bangassi Nango
- Diakatel
- Diguidian Gopéla
- Diguidian Peuhls
- Guémou
- Linthiane
- Madinel
- Ségué Maures